# 土门乡 (南充市)
土门乡，是中华人民共和国四川省南充市嘉陵区曾经下辖的一个乡。2019年10月，撤销新场乡、土门乡、临江乡，将其所属行政区域划归李渡镇管辖。

## 行政区划
土门乡撤销前下辖以下地区：
秦家寨村、七郎庙村、土门石村、沙石宝村、莫家桥村、巴掌寺村、冯家坝村、石马滩村和糖村坝村。